# Mazhuang (sockenhuvudort i Kina, Henan Sheng, lat 33,59, long 113,34)
Mazhuang (kinesiska: 马庄) är en sockenhuvudort i Kina. Den ligger i provinsen Henan, i den centrala delen av landet, omkring 130 kilometer söder om provinshuvudstaden Zhengzhou. Antalet invånare är 10 874. Befolkningen består av 5 311 kvinnor och 5 563 män. Barn under 15 år utgör 21,0 %, vuxna 15-64 år 70 %, och äldre över 65 år 8,0 %.
Runt Mazhuang är det tätbefolkat, med 659 invånare per kvadratkilometer. Närmaste större samhälle är Pingdingshan, 16,9 km norr om Mazhuang. Trakten runt Mazhuang består till största delen av jordbruksmark.
Genomsnittlig årsnederbörd är 819 millimeter. Den regnigaste månaden är september, med i genomsnitt 157 mm nederbörd, och den torraste är januari, med 5 mm nederbörd.